# Кабанијал
Кабанијал (фр. Cabanial) насеље је и општина у јужној Француској у региону Миди Пирене, у департману Горња Гарона која припада префектури Тулуз.
По подацима из 2011. године у општини је живело 371 становника, а густина насељености је износила 43,8 становника/km². Општина се простире на површини од 8,47 km². Налази се на средњој надморској висини од 251 метар (максималној 280 m, а минималној 192 m).

## Демографија
| 1962. | 1968. | 1975. | 1982. | 1990. | 1999. | 2011. |
| ----- | ----- | ----- | ----- | ----- | ----- | ----- |
| 192   | 199   | 163   | 170   | 188   | 246   | 371   |

График промене броја становника у току последњих година